# Mogliano
Mogliano is een gemeente in de Italiaanse provincie Macerata (regio Marche) en telt 4919 inwoners (31-12-2004). De oppervlakte bedraagt 29,3 km², de bevolkingsdichtheid is 168 inwoners per km².

## Demografie
Mogliano telt ongeveer 1655 huishoudens. Het aantal inwoners steeg in de periode 1991-2001 met 0,9% volgens cijfers uit de tienjaarlijkse volkstellingen van ISTAT.
| Jaar | Inwoneraantal |
| ---- | ------------- |
| 1991 | 4788          |
| 2001 | 4831          |

## Geografie
De gemeente ligt op ongeveer 313 m boven zeeniveau.
Mogliano grenst aan de volgende gemeenten: Corridonia, Fermo (AP), Francavilla d'Ete (AP), Loro Piceno, Massa Fermana (AP), Petriolo.

## Geboren in Mogliano
- Massimo Girotti (1918-2003), acteur
- Giovanni Tacci Porcelli (1863-1928), kardinaal